# フィン・ウゴル系民族

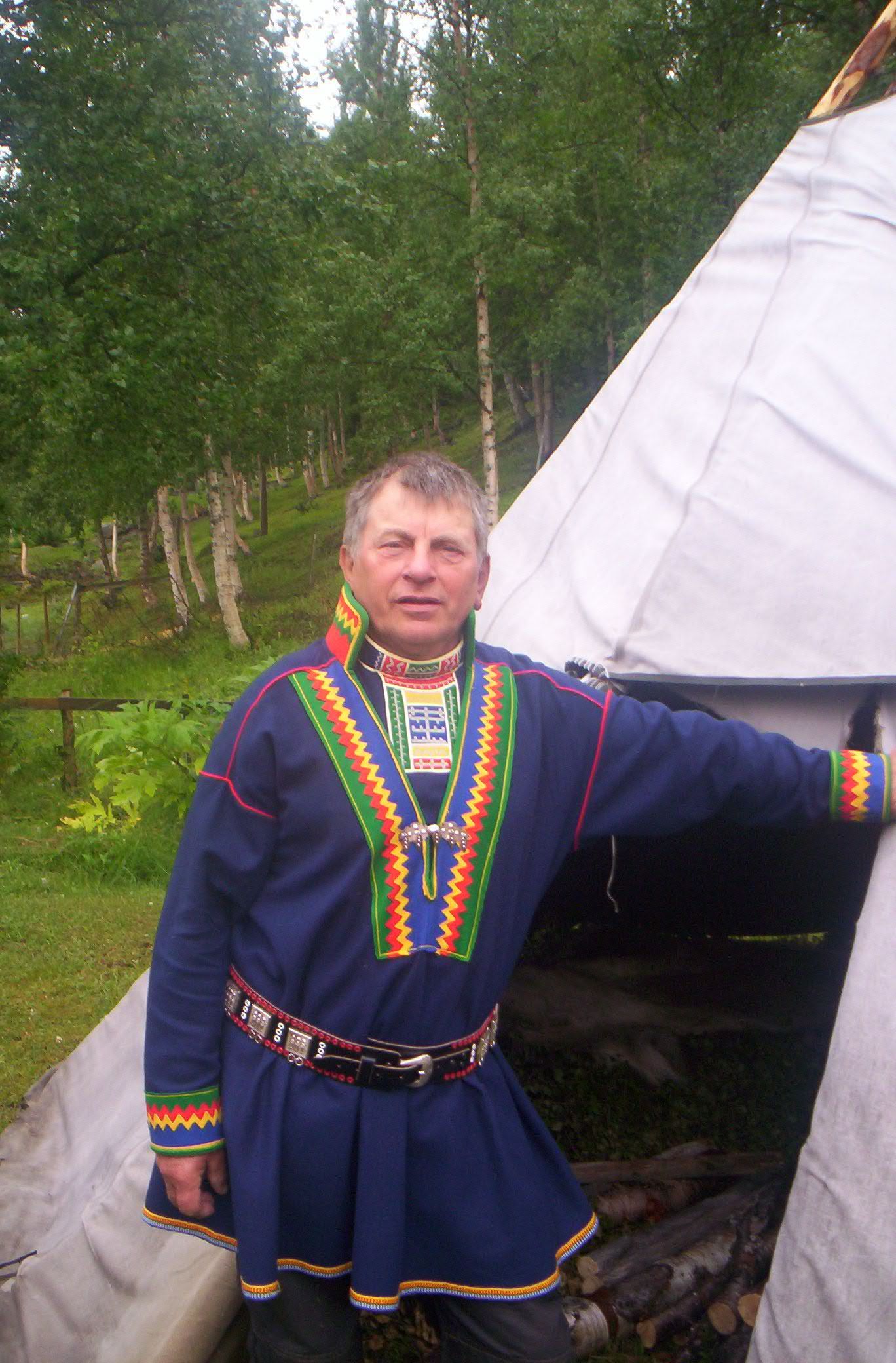
サーミ人男性とサーミの伝統的なテント

フィン・ウゴル系民族（フィン・ウゴルけいみんぞく、Finno-Ugric peoples）は、ウラル語族フィン・ウゴル語派の言語を話す民族の総称である。

## 分類
フィン系
- 沿バルト海亜系
  - フィン人（スオミ人）7,000,000人
  - エストニア人1,000,000人
  - カレリア人61,000人
  - ヴェプス人5,900人
  - イジョラ人300人
  - リーヴ人180人
  - ヴォート人60人
- サーミ亜系
  - サーミ人80,000人
- 沿ボルガ川亜系
  - モルドヴィン人744,000人
  - マリ人548,000人
- ペルム亜系
  - ウドムルト人552,000人
  - コミ人323,000人

ウゴル系
- 沿ドナウ川亜系
  - マジャール人14,500,000人
- 沿オビ川亜系
  - ハンティ人31,000人
  - マンシ人12,000人

## 生活
フィン・ウゴル系民族は、ユーラシア北方の針葉樹林またはツンドラ地帯において狩猟採集とトナカイ遊牧を生業にする民族が多い。テュルク系（バシキール人）などの遺伝子を持つマジャール人のように騎馬遊牧民族もあった。フィンランドやハンガリーの住民は現在は文明化されている。

## 言語
ウラル語族のフィン・ウゴル語派に属す。

## 形質
フィン・ウゴル系民族はモンゴロイドとコーカソイドの混合人種に属す。東（ハンティ人やマンシ人）はモンゴロイドの要素が濃く、西（フィン人やエストニア人）はほとんどコーカソイドであり、北欧ゲルマン系の人々と区別し難い。またマジャール人はウラル山脈から西進する間に、各種族と著しい混血を経ているため、形質的に周辺諸民族とは区別はできない。

## 遺伝子
ウラル系諸族に関連する遺伝子としてY染色体ハプログループN1系統があげられる。特に、フィン・ウゴル系民族と関連するのはN1a1系統である（N1a2がサモエード系に多い）。
ハプログループN1は東アジア発祥と考えられ、ほとんどのウラル系民族で高頻度に観察される。中国北東部の遼河文明時代の人骨からN1系統が60%以上の高頻度で検出されており、フィン・ウゴル系民族と関連する櫛目文土器の最古のものが遼河地域の興隆窪文化（紀元前6200年-紀元前5400年）の遺跡で発見されていることから、ウラル系民族はもともと遼河文明の担い手集団であったのかもしれない。
またmtDNAハプログループZは極北地域を中心にサーミ人、フィン人、シベリア、北東アジア、中央アジア、中国、朝鮮、日本などで観察されており、Y染色体ハプログループN1と同じような流れが想定され、ウラル語族の拡散との関連を示唆するものと考えられる。
ヘルシンキ大学法医学部は、北ユーラシアのフィン・ウゴル語系に対する集団遺伝学の研究を2002年から2008年にかけて実施した。その結果、フィン・ウゴル語系集団のほとんどが、西ユーラシアおよび東ユーラシアの遺伝子プール、遺伝的浮動、連続創始者効果の混合を有していることが明らかになった。北ユーラシアのフィン・ウゴル語系集団は南の集団よりも遺伝的に下のハプロタイプの多様性を示す異種群であることが判明した。北ユーラシアのフィン・ウゴル語系集団には、分子集団遺伝および北ユーラシアの北方、北極の領域への順応によって形作られた複雑な遺伝的変化により、固有の遺伝子的特徴がある。